# Viktor Andersson
Viktor Andersson (6 november 1992) is een Zweedse freestyleskiër. Hij vertegenwoordigde zijn vaderland op de Olympische Winterspelen 2018 in Pyeongchang.

## Carrière
Bij zijn wereldbekerdebuut, in december 2012 in Nakiska, scoorde Andersson direct wereldbekerpunten. In januari 2013 behaalde de Zweed in Mégève zijn eerste toptienklassering in een wereldbekerwedstrijd. Tijdens de wereldkampioenschappen freestyleskiën 2013 in Voss eindigde hij als 28e op de skicross.
Op de wereldkampioenschappen freestyleskiën 2015 in Kreischberg eindigde Andersson als 21e op de skicross. In februari 2015 stond de Zweed in Tegernsee voor de eerste maal in zijn carrière op het podium van een wereldbekerwedstrijd. In de Spaanse Sierra Nevada nam hij deel aan de wereldkampioenschappen freestyleskiën 2017. Op dit toernooi eindigde hij als 28e op de skicross. Op 12 december 2017 boekte Andersson in Arosa zijn eerste wereldbekerzege. Tijdens de Olympische Winterspelen van 2018 in Pyeongchang eindigde de Zweed als 29e op de skicross.
Op de wereldkampioenschappen freestyleskiën 2019 in Park City eindigde hij als zevende op de skicross. In Idre Fjäll nam Andersson deel aan de wereldkampioenschappen freestyleskiën 2021. Op dit toernooi eindigde hij als 22e op de skicross.

## Resultaten

### Olympische Winterspelen
| Jaar | Plaats      | Resultaten   |
| ---- | ----------- | ------------ |
| 2018 | Pyeongchang | 29e Skicross |

### Wereldkampioenschappen
| Jaar | Plaats        | Resultaten   |
| ---- | ------------- | ------------ |
| 2013 | Voss          | 27e Skicross |
| 2015 | Kreischberg   | 21e Skicross |
| 2017 | Sierra Nevada | 28e Skicross |
| 2019 | Park City     | 7e Skicross  |
| 2021 | Idre Fjäll    | 22e Skicross |

### Wereldbeker
Eindklasseringen
| Seizoen   | Algm | SX  |
| --------- | ---- | --- |
| 2012/2013 | 140e | 30e |
| 2014/2015 | 99e  | 27e |
| 2015/2016 | 140e | 30e |
| 2016/2017 | 53e  | 10e |
| 2017/2018 | 60e  | 12e |
| 2018/2019 | 166e | 34e |
| 2019/2020 | 57e  | 11e |

Wereldbekerzeges
| Datum            | Plaats | Onderdeel |
| ---------------- | ------ | --------- |
| 12 december 2017 | Arosa  | Skicross  |
| 16 december 2020 | Arosa  | Skicross  |